# Franz Rydz
Franz Rydz (* 27. Mai 1927 in Salsitz; † 20. November 1989 in Kienbaum) war ein ranghoher Sportfunktionär in der Deutschen Demokratischen Republik (DDR). Er wirkte unter anderem von 1966 bis 1989 als Vizepräsident des Deutschen Turn- und Sportbundes und von 1970 bis 1989 als Mitglied im Präsidium des NOK der DDR.

## Leben

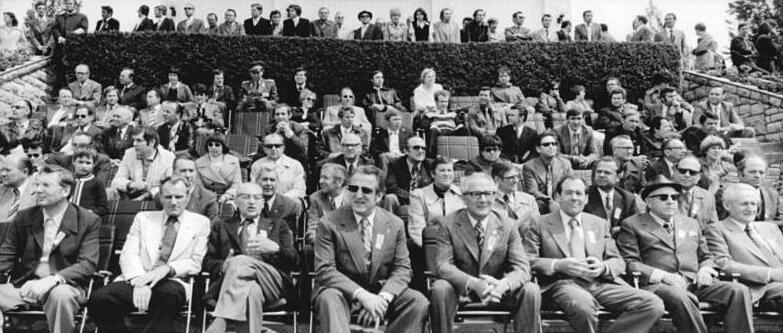
Franz Rydz (vordere Reihe, 4. v. l.) als Ehrengast während der Friedensfahrt 1977

Franz Rydz wurde 1927 in Salsitz geboren und fungierte nach der Gründung der DDR zunächst von 1950 bis 1952 als Vorsitzender des Landessportausschusses von Sachsen-Anhalt. Von 1953 bis 1959 war er dann nach dem Besuch der Parteihochschule Karl Marx der SED Sektorenleiter für Körperkultur und Sport im Zentralkomitee der SED, zur damaligen Zeit die höchste Position innerhalb der Partei für den Bereich Sport. Außerdem gehörte er von 1959 bis 1976 dem Zentralrat der Freien Deutschen Jugend an.
Von 1959 bis 1966 fungierte er als Sekretär und anschließend als Vizepräsident mit Zuständigkeit für den Bereich Finanzen des Deutschen Turn- und Sportbundes, der für den Sport zuständigen Massenorganisation in der DDR. Darüber hinaus war er ab 1961 Vizepräsident des Deutschen Fußball-Verbands der DDR sowie ab 1970 Schatzmeister im Präsidium des Nationalen Olympischen Komitees der DDR.
Franz Rydz erhielt 1955 den Vaterländischen Verdienstorden in Bronze, 1969 in Silber und 1977 in Gold sowie 1973 den Orden Banner der Arbeit. Während der politischen Wende in der DDR nahm er sich im November 1989 das Leben.